# Elecciones parciales de Comoras de 1970
El 12 de julio de 1970 se llevó a cabo una elección parcial para la Asamblea Nacional francesa en Comoras, luego de la renuncia de Saïd Ibrahim Ben Ali después de convertirse en Primer Ministro de las Comoras. El resultado fue una victoria de Mohamed Dahalani de la Lista por la Quinta República.

## Resultados
|  | 53.24 % |

|  | 46.76 % |

|  | 100 % |